# Tina Faal
Tina Faal (* 21. Dezember 1952 in Bathurst) ist eine gambische Politikerin.

## Familie
Faal heiratete den Rechtsanwalt und späteren Minister Edward Gomez. Später heiratete sie in zweiter Ehe den malischen Geschäftsmann Foutanga Babani Sissoko und Besitzer der Fluggesellschaft Air Dabia, der nach einer Verurteilung wegen Betrugs in Millionenhöhe nach Mali zurückkehrte. Faal ließ sich von ihm scheiden.
Faals Tochter Georgina Gomez (geb. 1985) wurde im Dezember 2014 zu fünf Jahren Haft verurteilt, weil sie als Mitarbeiterin der Botschaft in London an Tabakschmuggel beteiligt war. Nathalie Gomez-Ceesay, langjährige Mitarbeiterin im Präsidialamt, ist ebenfalls eine Tochter Faals.

## Leben
Faal besuchte die Armitage Boarding School und die Gambia High School. 1973 reiste sie nach Schweden, wo sie Hotelmanagement an der Mora Folk School studierte. Danach arbeitete sie im Hotelgewerbe. 1982 kehrte sie nach Gambia zurück, wo sie ein Modegeschäft und Restaurants führte. 1991 bis 1994 hielt sie sich in den USA auf. Zurück in Gambia war sie im Handel tätig und amtierte als Geschäftsführerin der kurzlebigen Fluggesellschaft Air Dabia.
Im Februar 2007 wurde sie von Präsident Yahya Jammeh ins gambische Parlament nominiert und saß bis zu den Neuwahlen 2012 dort. Sie gehörte der Alliance for Patriotic Reorientation and Construction (APRC) an.
Mitte 2016 verließ sie die APRC und schloss sich der Partei Gambia Democratic Congress (GDC) an, die im Frühling des Jahres gegründet worden war. Sie begründete den Wechsel mit mangelnder Unterstützung loyaler Parteimitglieder, wie etwa ihrer Tochter Georgina bei der Verurteilung wegen Zigarettenschmuggels in Großbritannien.
Im Juli 2016 wurde sie wegen des Vorwurfs des Diebstahls von Flugzeugteilen festgenommen und später gegen eine Kaution von 500.000 Dalasi (entsprechend ca. 100.000 Euro) auf Kaution freigelassen. Faal interpretierte dies als Versuch der Abschreckung und Einschüchterung nach dem Parteiaustritt und wies die Vorwürfe zurück. Anfang August 2016 wurde sie erneut für etwa zwei Wochen festgenommen. Am 20. Februar 2017 wurden die Vorwürfe fallen gelassen.
Während der politischen Unsicherheit durch die verzögerte Machtübergabe Yahya Jammehs nach der Präsidentschaftswahl in Gambia 2016 floh sie Mitte Januar 2017 mit ihrer Familie nach Dakar.
Ab 2020 war Faal stellvertretende Parteivorsitzende der GDC. Nachdem die Partei bei den Parlamentswahlen 2022 erfolglos geblieben war, gab sie im Dezember des gleichen Jahres ihren Rücktritt bekannt.

## Auszeichnungen und Ehrungen
Faal ist seit 2010 Trägerin des Order of the Republic of The Gambia in der Stufe Member.